# Сім'я
Сім'я — соціальна група з людей, які зазвичай перебувають у шлюбі, їхніх дітей та інших осіб, або їх самих, дітей та без інших осіб, поєднаних родинними зв'язками з подружжям, родичів, і здійснює свою життєдіяльність на основі спільного економічного, побутового, морально-психологічного укладу, взаємної відповідальності, виховання дітей.
15 травня — Міжнародний день сім'ї.

## Етимологія
Слово «сім'я» походить від прасл. *sěmьja, яке вважається спорідненим з лит. šeimà, šeimýna, нім. Heim і англ. home («дім»), фр. hameau («сільце»), дав.-гр. κώμη («село») — всі ці слова виводяться від пра-і.є. *ḱoy-m-, утвореного від кореня *k̂ei («лежати»). Деякі мовознавці (Б. М. Ляпунов) припускають, що *sěmьja являє собою утворення від кореня *sěmь за допомогою суфікса *ьja — аналогічно *bratьja < *bratъ. Прикладом народної етимології є тлумачення «сім'я» як похідного від поєднання слів «сім» + «я» — начебто за числом членів сім'ї.

## Юридичне визначення
1. Сім'я — первинний та основний осередок суспільства.
2. Сім'ю складають особи, які спільно проживають, пов'язані спільним побутом, мають взаємні права та обов'язки. Подружжя вважається сім'єю і тоді, коли люди, що його складають, у зв'язку з навчанням, роботою, лікуванням, необхідністю догляду за батьками, дітьми та з інших поважних причин не проживають спільно. Дитина належить до сім'ї своїх батьків і тоді, коли спільно з ними не проживає.
3. Права члена сім'ї має одинока особа.
4. Сім'я створюється на підставі шлюбу, кровного споріднення, усиновлення, а також на інших підставах, не заборонених законом і таких, що не суперечать моральним засадам суспільства.

Регулювання сімейних відносин здійснюється Сімейним кодексом України з метою:
- зміцнення сім'ї як соціального інституту і як союзу конкретних осіб;
- утвердження почуття обов'язку перед батьками, дітьми та іншими членами сім'ї;
- побудови сімейних відносин на паритетних засадах, на почуттях взаємної любові та поваги, взаємодопомоги і підтримки;
- забезпечення кожної дитини сімейним вихованням, можливістю духовного та фізичного розвитку.

## Історія сім'ї
Сукупність різноманітних етнографічних, історичних даних та соціальна статистика свідчать про те, що людська сім'я є інститутом соціальним, а не біологічно зумовленим[уточнити].
Перші теорії сім'ї намагалися пристосувати для аналізу еволюції родинних стосунків між людьми дарвінівську теорію еволюції. У книзі «Стародавнє суспільство» 1877 року американський антрополог Люїс Морган виділив три стадії в розвитку людства: дикунство, варварство і цивілізацію. Книга Моргана послужила натхненням для праці Фрідріха Енгельса «Походження сім'ї, приватної власності та держави», що побачила світ 1884 року.
Енгельс розвив гіпотезу Моргана про те, що перетворення первісного суспільства у класове було зумовлене економічними причинами. На основі цієї теорії Енгельс, Карл Маркс та їхні послідовники провели детальний аналіз змін структури та функцій сім'ї. Теорія Енгельса домінувала до 1980-х, коли здобули визнання інші теорії, зокрема теорія структурного функціоналізму.

## Типи сімей
- сім'я, з якої людина походить;
- сім'я, яку людина збудувала;
- нуклеарна (від лат. nucleus ядро) — вперше назву вжив 1949 року американський соціолог Джордж Мердок; це сімейна група, що характеризується незалежністю (відокремлена від близьких та сусідів), нечисельністю (батьки та діти) і динамічністю (може швидко змінювати місце проживання, професію, соціальний статус);
- розширена (або складна) сім'я — сімейна група, що складається більше як з двох поколінь рідні, які проживають в одному помешканні або дуже близько одне від одного; довго була традиційною для українського суспільства;
- повна сім'я, в якій присутні разом обидвоє членів (членкинь) подружжя;
- неповна сім'я (за кордоном прийнятий термін соло-родина), в якій тільки один (одна) із батьків (мати, бабуся, батько, далека родичка чи родич) виховує дитину чи дітей;
- реконструйована сім'я, де один (одна) з батьків помер/ла, другий (друга) взяв(-ла) новий шлюб або вони розлучилися;
- зведена сім'я — родина з дітьми від попереднього шлюбу чи співжиття;
- кровна сім'я — діти є кровно рідними;
- прийомна сім'я — діти є усиновленими/удочереними або неофіційно прийнятими до родини (наприклад, від далекої рідні);
- багатодітна сім'я — сім'я з трьома та більше дітьми;
- бездітна сім'я — сім'я, яка не має дітей через небажання або неможливість;
- гетеро-сім'я — подружжя гетеросексуальне (чоловік та дружина);
- гомо-сім'я (одностатева) — подружжя гомосексуальне (лесбійки або геї);
- поліаморна — сімейний союз більш ніж двох людей будь-якої статі;
- шведська — співжиття трьох людей різної статі зі стосунками чи без них;
- бостонський шлюб — співжиття жінок без обов'язкових сексуальних стосунків між ними;
- патріархальна сім'я (керівна роль чоловіка, діти і дружина носять прізвище батька);
- матріархальна сім'я (керівна роль жінки);

## Історичні типи шлюбних стосунків
Історії людства відомі наступні типи шлюбних відносин:
- груповий шлюб — притаманний первісному суспільству і санкціонує одночасне сімейне співжиття кількох чоловіків та (або) жінок, які не створюють відокремлених подружніх пар;
- полігамія — шлюбний союз більш як двох партнерів(-ок). Може реалізовуватись у варіантах:
  - полігінії (чоловік має двох і більше дружин);
  - поліандрії (жінка має двох і більше чоловіків);
- моногамія — шлюб між двома людьми;
- за вибором шлюбного(-ї) партнера(-ки):
  - ендогамний (шлюб між людьми однієї соціальної групи);
  - екзогамний (шлюб людей з різних соціальних груп).
- за мотивацією партнерів(-ок):
  - шлюб за коханням,
  - шлюб за розрахунком;
  - шлюб за шаблоном: укладається під репродуктивним тиском, коли спрацьовує міркування «всі мої однолітки одружуються» або оточуючі вимагають від жінки народити дітей.
- за економічним критерієм:
  - рівний шлюб;
  - нерівний шлюб (різниця у віці, прибутках);
  - морганатичний шлюб;
  - калимний шлюб (викуп за наречену): існує у народів Азії та Африки і має риси торгівлі людьми. Вітчизняні феномени-аналоги — віно (придане).
- гостьовий — подружжя живе окремо, відвідуючи одне одного з комфортною обом періодичністю;
- цивільний шлюб — оформлений в органах державної влади без участі церкви;
- повторний шлюб (вступ у шлюб з іншою людиною після розірвання попереднього шлюбу);
- за сексуальною орієнтацією партнерів(-ок):
  - різностатевий шлюб — укладається між гетеросексуальними чоловіком і жінкою;
  - одностатевий шлюб — укладається між людьми однієї статі (геями, лесбійками, іншими нонгетеро людьми);
- ранній (дитячий) шлюб — укладається з чи між дітьми, які не досягли 17-18 років, віку шлюбної згоди або віку сексуальної згоди, часто примусовий та асоційований з педофілією, зґвалтуваннями та торгівлею жінками;
- конкубінат — зв'язок одруженого чоловіка із неодруженою жінкою, яка народила від нього дітей;
- відкритий шлюб — шлюб, що передбачає дозволені романтичні та (або) сексуальні стосунки партнерів(-ок) поза шлюбом;
- свінгерство — шлюбне утворення, що передбачає домовлений обмін партнер(к)ами.

## Традиції сім'ї
- Весілля, Весільна обрядовість
- Дошлюбне та шлюбне прізвище
- Обручка

Сімейні традиції — це звичаї, прийняті в сім'ї норми, манери поведінки, звичаї та погляди, які передаються з покоління в покоління. Сімейні традиції та ритуали є, з одного боку, однією з важливих ознак здорової (за визначенням В. Сатир) або функціональної (за визначенням Е. Г. Ейдеміллера та інших дослідників) сім'ї, а, з іншого боку, наявність сімейних традицій є одним із найважливіших механізмів передання наступним поколінням сім'ї законів внутрішньосімейної взаємодії: розподілу ролей в усіх сферах сімейного життя, правил внутрішньосімейного спілкування, зокрема способів розв'язання конфліктів та подолання проблем, що виникають. Сімейні традиції та обряди ґрунтуються на суспільних, релігійних та історичних традиціях і обрядах, але творчо перетворяться і доповнюються власними, тому вони унікальні для кожної родини.
В. Сатир здоровими вважала сім'ї, в яких:
- кожен член сприймається як рівний іншим;
- довіра, чесність і відкритість є суттєвими;
- внутрішньосімейне спілкування є конгруентним;
- члени підтримують один одного;
- кожен член несе свою частину відповідальності за сім'ю в цілому;
- відпочивають, отримують задоволення і радіють члени разом;
- суттєве місце посідають традиції та ритуали;
- члени приймають особливості та унікальність кожного з них; поважають право на приватність (на наявність особистого простору, на недоторканність приватного життя);
- почуття кожного члена приймаються і опрацьовуються.

## Релігійні аспекти

### Положення сім'ї в Ісламі
Іслам підкреслює принцип шлюбу для створення сім'ї і вважає його однією із найкращих справ, а також прекрасною традицією пророків і посланців Аллаха. Пророк (мир йому і благословення Аллаха) сказав: «Іноді я пощу, іноді ні; я звершую нічну молитву, і сплю; я одружуюсь із жінками. Хто не слідує моїй Сунні, той не від мене». (Сахіх Аль-Бухарі: 4776; Сахіх Муслім: 1401)
Серед незліченних і найбільших милостей, які Аллах дарував нам, Коран згадує любов і ніжність, яку Він помістив між подружжям: «Серед Його знамень — те, що Він створив вам дружин із вас самих, щоб ви знаходили в них спокій, i встановив між вами любов i милосердя». (Сура Ар-Рум 30:21)
Іслам наказує своїм послідовникам одружуватися. Він спростив шлюб для тих, хто шукає його, аби охороняти свою цнотливість. Як сказав Пророк: «Є три людини, яким Аллах, безсумнівно, допоможе». Серед цих трьох він згадав «людину, яка хоче одружитися, аби вберегти свою цнотливість» (Сунан Ат-Тірмізі: 1655)
Він також наказує молодим людям одружуватись. Адже шлюб є правильним вибором, аби контролювати свою статеву потребу і знаходити спокій у подружньому житті.[джерело?]

### Біблія про сім'ю
Господнє походження шлюбу вказане у книзі Буття. За велінням Божим Адам дав імена усім звірам і птахам небесним, та не знайшов серед них собі друга й помічника, подібного собі. Тоді Бог навів на Адама міцний сон і, коли він заснув, узяв одне з ребер його і закрив те місце плоттю (тілом). І створив Бог з ребра, взятого в людини, жінку. Адам назвав її Євою, тобто матір'ю людей.
- Бог благословив перших людей у раю і сказав їм: «Плодіться і розмножуйтеся, наповнюйте землю і володійте нею».І промовив Адам: «Оце тепер вона — кість від костей моїх, і тіло від тіла мого. Вона чоловіковою буде зватися, бо взята вона з чоловіка. Покине тому чоловік свого батька та матір свою, та й пристане до жінки своєї, — і стануть вони одним тілом» (Буття 2:23-24). Бог створив чоловіка, а потім жінку — з його кістки. Як написано, Бог «узяв одне із ребер його» (Буття 2:21-22).

Ужите тут єврейське слово буквально означає «бік людини».
Таким чином, Єва була взята з «боку» Адама, і вона повинна бути поруч із ним.
- «І назвав Адам імена свій худобі, і птаству небесному, і всій польовій звірині. Але Адамові помочі Він не знайшов, щоб подібна до нього була» (Буття 2:20). В оригіналі слова «помочі, щоб подібна до нього була» — це одне слово. Воно означає оточувати, захищати, допомагати чи помічник. Тобто, Єва була створена, аби перебувати поруч з Адамом як його «половинка» і допомагати йому. Чоловік і жінка у шлюбі стають однією плоттю. Новий Заповіт додаває зауваження щодо цієї «єдності»: «Тому-то немає вже двох, але одне тіло. Тож, що Бог спарував, — людина нехай не розлучує!» (Матвія 19:6).

Є декілька послань апостола Павла, які описують основні принципи біблійної позиції щодо шлюбу і про те, як відродженим віруючим слід діяти у своїх шлюбних стосунках. Один такий текст ми знаходимо у 1 Коринтянам, розділ 7, а інший — в Ефесян 5:22-33. Разом ці тексти дають віруючому біблійні принципи, які можуть бути використані для формування основ шлюбних стосунків, угодних для Бога.[джерело?]
Слова у Посланні до Ефесян є особливо сильними стосовно успішного біблійного шлюбу: «Дружини, — коріться своїм чоловікам, як Господеві, — бо чоловік — голова дружини, як і Христос — Голова Церкви, Сам Спаситель тіла!» (Ефесян 5:22-23). «Чоловіки, — любіть своїх дружин, як і Христос полюбив Церкву, і віддав за неї Себе» (5:25). «Чоловіки повинні любити дружин своїх так, як власні тіла, бо хто любить дружину свою, той любить самого себе. Бо ніколи ніхто не зненавидів власного тіла, а годує та гріє його, як і Христос Церкву» (5:28-29). «Покине тому чоловік батька й матір, і пристане до дружини своєї, — і будуть обоє вони одним тілом» (5:31).
Коли чоловік і дружина застосовують ці принципи — вони створюють біблійний шлюб. Це збалансовані стосунки, з Христом на чолі сімейної пари. Таким чином, біблійна ідея шлюбу полягає у поєднанні двох осіб, яке відображає єдність Христа з Його Церквою. Євангелія від Матвія 19:4 Чи ви не читали, що Той, Хто створив споконвіку людей, створив їх чоловіком і жінкою?
сказав: Покине тому чоловік батька й матір, і пристане до дружини своєї, і стануть обоє вони одним тілом, тому то немає вже двох, але одне тіло. Тож, що Бог спарував, людина нехай не розлучує![джерело?]

### Сім'я в мунізмі
Згідно з вченням Церкви Об'єднання, сім'я є центральною в Божому ідеалі творення. В основі цього погляду лежить «Принцип Творення», згідно з яким Бог створив людину — чоловіка і жінку — за Своїм образом, щоб вони, об'єднавшись у любові, стали втіленням Його дуальних властивостей. Створення ідеальної сім'ї розглядається як головна мета людського життя. Така сім'я формує «чотирьохпозиційну основу» — стабільний осередок, що складається з Бога як центру, чоловіка (суб'єкт-партнера), дружини (об'єкт-партнера) та їхніх дітей. Саме в цій структурі, через дію віддавання та приймання любові, людина може досягти досконалості та втілити Божий ідеал.
Сім'я в мунізмі вважається «школою любові», де людина послідовно навчається трьох основних видів любові: дитячої любові до батьків, подружнього кохання між чоловіком і дружиною та батьківської любові до дітей. Пройшовши ці етапи, особистість досягає зрілості та повною мірою реалізує свій божественний образ. Священний шлюб, який називається «Благословенням», є не просто соціальним союзом, а відновленням первозданного зв'язку людства з Богом, що був утрачений внаслідок гріхопадіння. Через цю святу церемонію шлюбу чоловік і дружина стають вічними партнерами.
Відновлення істинних сімей, зосереджених на Богові, розглядається як ключ до вирішення глобальних проблем людства та побудови світу миру. На думку послідовників, саме такі сім'ї є фундаментальними клітинами здорового суспільства та основою для встановлення Царства Небесного на землі. Таким чином, сім'я несе також суспільну та провіденційну місію. Згідно з вченням Церкви Об'єднання, Царство Небесне на небі є простором, наповненим істинною любов'ю, де свобода руху залежить від досвіду трьох типів любові на Землі: вертикальної (батьки-діти), горизонтальної (подружжя) та кругової (братсько-сестринської). Відповідно земне сімейне життя розглядається як тренувальний майданчик для підготовки до вічного існування в духовному світі.

## Спорідненість

Генеалогічне дерево сім'ї.

Спорідненість у шлюбі.

## Соціальні функції сім'ї
Дослідники вважають, що функції відбивають історичний характер зв'язку між сім'єю і суспільством, динаміку сімейних змін на різних історичних етапах. Сучасна сім'я втратила багато функцій, що цементували її в минулому: виробничу, охоронну, освітню та інші.
Однак частина функцій є стійкими до змін, в цьому сенсі їх можна назвати традиційними. До них можна віднести наступні функції:
1. репродуктивна — в будь-якій сім'ї найважливішою є проблема дітонародження. Цілісність сексуальної потреби, що забезпечує продовження роду, і любові як вищого почуття унеможливлює відділення одного від іншого. Подружня любов значною мірою залежить від характеру задоволення сексуальних потреб, особливостей їхнього регулювання та відношення подружжя до проблеми дітонародження, самих дітей (див. демографія сім'ї, дитяча смертність)
2. господарсько-економічна — включає харчування сім'ї, придбання й утримання домашнього майна, одягу, взуття, благоустрій житла, створення домашнього затишку, організацію життя і побуту сім'ї, формування і витрачання домашнього бюджету
3. регенеративна — (лат. regeneratio — відродження, відновлення). Означає спадкування статусу, прізвища, майна, соціального становища. Сюди ж можна віднести і передачу якихось сімейних коштовностей[17] Зовсім необов'язково буквально розуміти під «коштовностями» ювелірні прикраси, їх можна передати будь-кому сторонньому, а ось таку коштовність, як альбом з фотографіями, чужій людині не передаси — тільки своєму, рідному.
4. освітньо-виховна — (соціалізація). Полягає у задоволенні потреб у батьківстві та материнстві, контактах з дітьми, їхньому вихованні, самореалізації в дітях;[18] Сімейне та суспільне виховання взаємопов'язані, доповнюють один одного і можуть, у певних межах, навіть заміняти один одного, але в цілому вони нерівнозначні, і ні за яких умов не можуть стати такими. Сімейне виховання емоційніше за своїм характером, ніж будь-яке інше виховання, бо «провідником» його є батьківська любов до дітей, що викликає відповідні почуття дітей до батьків.
5. сфера первинного соціального контролю — моральна регламентація поведінки членів сім'ї в різних сферах життєдіяльності, а також регламентація відповідальності і зобов'язань у відношенні між подружжям, батьками і дітьми, представниками старшого і середнього поколінь;
6. рекреативна — лат. recreatio — відновлення. Пов'язана з відпочинком, організацією дозвілля, турботою про здоров'я і благополуччя членів сім'ї;
7. духовного спілкування — розвиток особистостей всіх членів сім'ї, духовне взаємозбагачення;
8. соціально-статусна — надання певного соціального статусу всім членам сім'ї, відтворення соціальної структури;
9. психотерапевтична — дозволяє всім членам сім'ї задовольняти потреби в симпатії, повазі, визнанні, емоційній підтримці, психологічному захисті.Шлюб вдалий чи ні залежно від активізації цієї функції, тобто в наш час[коли?] сімейне існування великою мірою залежить від стабільності близьких емоційних стосунків.

## Економічні функції сім'ї
- майнові відносини між членами сім'ї

## Відображення родинних стосунків у іменах і прізвищах
В українського народу з давніх-давен було прийнято в той чи інший спосіб відображати родинні стосунки, що знайшло своє відображення в численних книжних пам'ятках і документах, а також у прізвищах.
Приклад:
Степан — чоловік на ім'я Степан;
Степанова, Степаниха — жінка Степана;
Степанко, Степаша, Стьопа — малий Степан, Степан у дитинстві, син Степана;
Степанович, Степаненко, Степанюк, Степанчук, Степанів, Степанов, Степанин, Степашин, Степанко — сини Степана;
Степанівна — дочка Степана;
Степаненчиха — жінка Степаненка;
Степаненчучка — жінка Степанчука;
Степаненкович, Степаненченко — син Степаненка;

## Домашнє насилля
Домашнє насильство — це насильство, яке відбувається в сім'ї. Юридичне та соціальне розуміння поняття «домашнє насильство» відрізняється в різних культурах. Визначення терміна «домашнє насильство» різниться залежно від контексту, у якому воно використовується. Воно може визначатися по-різному в медичному, юридичному, політичному чи соціальному контекстах. Визначення змінювалися з часом і відрізняються в різних частинах світу.
Конвенція про запобігання насильству стосовно жінок і домашньому насильству та боротьбу з цими явищами зазначає, що:
"домашнє насильство" означає всі акти фізичного, сексуального, психологічного або економічного насильства, що відбуваються в сім'ї чи домашньому осередку або між колишнім чи теперішнім подружжям чи партнерами, незалежно від того, проживає чи проживала особа, яка вчинила насильство, в одному місці з жертвою чи ні.
У 1993 році Декларація ООН про ліквідацію насильства щодо жінок визначила домашнє насильство як один із трьох контекстів, у яких відбувається насильство щодо жінок, описуючи його як:
Фізичне, сексуальне та психологічне насильство в сім'ї, включно з побиттям, сексуальним насильством над дітьми жіночої статі в сім'ї, насильством, пов'язаним із приданим, зґвалтуванням у шлюбі, каліцтвом жіночих статевих органів та іншими традиційними видами практик, що завдають шкоди жінкам, насильством, не пов'язаним із подружнім життям, та насильством, пов'язаним з експлуатацією.